# SIS Verlag
Der SIS Verlag ist ein Fachverlag für Steuerrecht mit Sitz in Grasbrunn bei München. Er gehört seit 2019 zum NWB Verlag.
Der 1980 gegründete Verlag veröffentlichte ursprünglich Zeitschriften wie den Steuerberater-Brief sowie Loseblattsammlungen und Bücher. Der Verlagsname SIS ist eine Kurzform für Steuer-Informations-Service.
Der SIS Verlag wurde 1980 als klassischer Fachbuch- und Zeitschriftenverlag gegründet. Er spezialisierte sich schon bald auf elektronische Medien. 1992 brachte er die erste Offline-Steuerrechts-Datenbank auf den Markt.
- Die SIS-Datenbank Steuerrecht ist mittlerweile sowohl in Offline- als auch in Online-Version erhältlich
- Der SIS Steuerberater-Brief ist ein kostenfreier monatlicher Zusatzservice für Datenbank-Abonnenten.
- Die SIS SteuerMail ist ein optionaler monatlicher werbefreier Gratis-Newsletter für Datenbank-Abonnenten.
- SIS tagesaktuell ist ein frei zugängliches Online-Angebot, das allen Interessierten den direkten Zugriff auf Steuer- und Wirtschaftsnachrichten bietet.